# Château des Ducs (Mortemart)
Pour les articles homonymes, voir Château des Ducs.
Le château des Ducs  est un édifice situé à Mortemart, en France.

## Localisation
Le château est situé sur le territoire de la commune de Mortemart, dans le département de la Haute-Vienne, en région Nouvelle-Aquitaine.

## Description
Le château des Ducs présente un corps de logis avec deux tours rondes. Le château et ses dépendances forment un quadrilatère. L'ensemble était entouré de douves subsistant à l'est et à l'ouest, alimentées par l'eau d'un étang. Au sud subsiste un mur très épais, vestige de l'ancien château fort.

## Historique
Le château des Ducs date du XVe siècle. Il fut construit par les seigneurs de Mortemart qui n'étaient pas encore ducs.
Seigneurie en 1205, le domaine devint marquisat au XVIIe siècle. Vers 1650, Louis XIV l'érigea en duché-pairie. Le château fut découronné par ordre de Richelieu. En 1791, il fut mis sous séquestre et vendu. Au début du XIXe siècle, il fut acquis par le duc de Mortemart,,. 
Il est inscrit au titre des monuments historiques par arrêté du 15 octobre 1985.